# 奥氏体
奥氏体（英語：Austenite）或ɣ-Fe，是鋼鐵的一種顯微組織，通常是ɣ-Fe中固溶少量碳的無磁性固溶體。奥氏体的晶体结构为面心立方，其溶碳能力较大，强度低，可塑性强，膨胀灵敏，无磁性，有一定韧性。沃斯田鐵的名稱是來自英國的冶金學家威廉·钱德勒·罗伯茨-奥斯汀。
铁素体在912°C至1394°C時會相變成奧氏體，由體心立方的結構變成面心立方。奧氏體強度較低，但其溶碳能力较大（1146°C時可以溶進2.04%的碳）。奧氏體系列的不锈鋼常用於食品工業和外科手術器材。屬於奧氏體之一的鋼種 SUPER304H 基於其耐熱及抗氧化性也被廣泛使用於能源工業，被用於製造火力發電廠特別是超臨界機組中鍋爐部份的超熱蒸氣喉管。
奧氏體也是形成波來鐵、變韌鐵、針狀肥粒鐵及麻田散鐵的前驅顯微結構。以上這幾種組織皆須透過將原鋼材奧氏體化處理(Austenitization treatment)後再經由不同冷卻速率獲得。